# Qualificações para o Campeonato Europeu de Futebol de 2024 – Grupo J
O Grupo J das Qualificações para o Campeonato Europeu de Futebol de 2024 foi um dos dez grupos que decidiram os participantes do Campeonato Europeu de Futebol de 2024. As duas melhores seleções se classificaram.

## Classificação
|  | Equipes qualificadas para o Campeonato Europeu de Futebol de 2024 |
|  | Equipes classificadas para a repescagem                           |
|  | Equipes eliminadas                                                |

| Pos | Equipe               | Pts | J  | V  | E | D  | GP | GC | SG  | Classificado             |  | POR | SVK | LUX | ISL | BIH | LIE |
| --- | -------------------- | --- | -- | -- | - | -- | -- | -- | --- | ------------------------ |  | --- | --- | --- | --- | --- | --- |
| 1   | Portugal             | 30  | 10 | 10 | 0 | 0  | 37 | 2  | +35 | Eurocopa 2024            |  | —   | 3–2 | 9–0 | 2–0 | 3–0 | 4–0 |
| 2   | Eslováquia           | 22  | 10 | 7  | 1 | 2  | 17 | 8  | +9  | Eurocopa 2024            |  | 0–1 | —   | 0–0 | 4–2 | 2–0 | 3–0 |
| 3   | Luxemburgo           | 17  | 10 | 5  | 2 | 3  | 12 | 18 | −6  | Avança para a repescagem |  | 0–6 | 0–1 | —   | 3–1 | 4–1 | 2–0 |
| 4   | Islândia             | 10  | 10 | 3  | 1 | 6  | 17 | 16 | +1  | Avança para a repescagem |  | 0–1 | 1–2 | 1–1 | —   | 1–0 | 4–0 |
| 5   | Bósnia e Herzegovina | 9   | 10 | 3  | 0 | 7  | 8  | 19 | −11 | Avança para a repescagem |  | 0–5 | 1–2 | 0–2 | 3–0 | —   | 2–1 |
| 6   | Liechtenstein        | 0   | 10 | 0  | 0 | 10 | 1  | 29 | −28 | Eliminado                |  | 0–2 | 0–1 | 0–1 | 0–7 | 0–2 | —   |

## Partidas
As partidas foram divulgadas pela UEFA em 10 de outubro de 2022. Para as partidas é utilizado o fuso horário UTC+1 e UTC+2.
| 23 de março de 2023 | Bósnia e Herzegovina        | 3 – 0     | Islândia | Estádio Bilino Polje, Zenica               |
| 20:45               | Krunić 14', 40' · Dedić 63' | Relatório |          | Público: 9 234 Árbitro: LTU Donatas Rumšas |

| 23 de março de 2023 | Portugal                                                      | 4 – 0     | Liechtenstein | Estádio José Alvalade, Lisboa            |
| 20:45 (19:45 UTC+0) | João Cancelo 8' · Bernardo Silva 47' · Ronaldo 51' (pen), 63' | Relatório |               | Público: 45 378 Árbitro: NOR Espen Eskås |

| 23 de março de 2023 | Eslováquia | 0 – 0     | Luxemburgo | Estádio Anton Malatinský, Trnava           |
| 20:45               |            | Relatório |            | Público: 3 523 Árbitro: SVN Rade Obrenovič |

| 26 de março de 2023 | Liechtenstein | 0 – 7     | Islândia                                                                                              | Rheinpark Stadion, Vaduz                 |
| 18:00               |               | Relatório | Ólafsson 3' · Haraldsson 38' · A. Gunnarsson 48', 68', 73' (pen) · A. Guðjohnsen 85' · Ellertsson 87' | Público: 1 692 Árbitro: DEN Jakob Kehlet |

| 28 de março de 2023 | Luxemburgo | 0 – 6     | Portugal                                                                             | Estádio de Luxemburgo, Luxemburgo         |
| 20:45               |            | Relatório | Ronaldo 9', 31' · João Félix 15' · Bernardo Silva 18' · Otávio 77' · Rafael Leão 88' | Público: 9 231 Árbitro: ROU Radu Petrescu |

| 26 de março de 2023 | Eslováquia             | 2 – 0     | Bósnia e Herzegovina | Tehelné pole, Bratislava                   |
| 20:45               | Mak 13' · Haraslín 40' | Relatório |                      | Público: 6 052 Árbitro: ITA Marco Di Bello |

| 17 de junho de 2023 | Luxemburgo                 | 2 – 0     | Liechtenstein | Estádio de Luxemburgo, Luxemburgo               |
| 15:00               | Sinani 59' · Rodrigues 89' | Relatório |               | Público: 6 806 Árbitro: UKR Oleksii Derevinskyi |

| 17 de junho de 2023 | Islândia              | 1 – 2     | Eslováquia             | Laugardalsvöllur, Reiquiavique               |
| 20:45 (18:45 UTC+0) | Finnbogason 41' (pen) | Relatório | Kucka 27' · Suslov 70' | Público: 7 555 Árbitro: SCO Donald Robertson |

| 17 de junho de 2023 | Portugal                                        | 3 – 0     | Bósnia e Herzegovina | Estádio da Luz, Lisboa                    |
| 20:45 (19:45 UTC+1) | Bernardo Silva 44' · Bruno Fernandes 77', 90+3' | Relatório |                      | Público: 55 058 Árbitro: ITA Davide Massa |

| 20 de junho de 2023 | Bósnia e Herzegovina | 0 – 2     | Luxemburgo                     | Estádio Bilino Polje, Zenica              |
| 20:45               |                      | Relatório | Borges Sanches 4' · Sinani 74' | Público: 9 517 Árbitro: ISR Gal Leibovitz |

| 20 de junho de 2023 | Islândia | 0 – 1     | Portugal    | Laugardalsvöllur, Reiquiavique             |
| 20:45 (18:45 UTC+0) |          | Relatório | Ronaldo 89' | Público: 8 600 Árbitro: GER Daniel Siebert |

| 20 de junho de 2023 | Liechtenstein | 0 – 1     | Eslováquia  | Rheinpark Stadion, Vaduz               |
| 20:45               |               | Relatório | Vavro 45+1' | Público: 2 316 Árbitro: ISR Yigal Frid |

| 8 de setembro de 2023 | Bósnia e Herzegovina           | 2 – 1     | Liechtenstein | Estádio Bilino Polje, Zenica                |
| 20:45                 | Džeko 3' · Lüchinger 18' (g.c) | Relatório | Wolfinger 21' | Público: 6 189 Árbitro: KAZ Sayat Karabayev |

| 8 de setembro de 2023 | Luxemburgo                                        | 3 – 1     | Islândia       | Estádio de Luxemburgo, Luxemburgo               |
| 20:45                 | Chanot 9' (pen) · Borges Sanches 70' · Sinani 89' | Relatório | Haraldsson 88' | Público: 7 427 Árbitro: GEO Goga Kikacheishvili |

| 8 de setembro de 2023 | Eslováquia | 0 – 1     | Portugal            | Tehelné pole, Bratislava                  |
| 20:45                 |            | Relatório | Bruno Fernandes 43' | Público: 21 473 Árbitro: SWE Glenn Nyberg |

| 11 de setembro de 2023 | Islândia          | 1 – 0     | Bósnia e Herzegovina | Laugardalsvöllur, Reiquiavique              |
| 20:45 (18:45 UTC+0)    | Finnbogason 90+1' | Relatório |                      | Público: 5 229 Árbitro: BEL Lawrence Visser |

| 11 de setembro de 2023 | Portugal | 9 – 0     | Luxemburgo | Estádio Algarve, Faro/Loulé              |
| 20:45 (19:45 UTC+0)    | Gonçalo Inácio 12', 45+3' · Gonçalo Ramos 18', 34' · Diogo Jota 58', 78' · Ricardo Horta 67' · Bruno Fernandes 83' · João Félix 88' | Relatório |            | Público: 18 932 Árbitro: ENG John Brooks |

| 11 de setembro de 2023 | Eslováquia                   | 3 – 0     | Liechtenstein | Tehelné pole, Bratislava                         |
| 20:45                  | Hancko 1' · Duda 3' · Mak 6' | Relatório |               | Público: 13 679 Árbitro: NED Sander Van Der Eijk |

| 13 de outubro de 2023 | Islândia      | 1 – 1     | Luxemburgo    | Laugardalsvöllur, Reiquiavique                 |
| 20:45 (18:45 UTC+0)   | Óskarsson 23' | Relatório | Rodrigues 46' | Público: 4 568 Árbitro: AUT Sebastian Gishamer |

| 13 de outubro de 2023 | Liechtenstein | 0 – 2     | Bósnia e Herzegovina            | Rheinpark Stadion, Vaduz                       |
| 20:45                 |               | Relatório | Rahmanović 13' · Stevanović 41' | Público: 5 874 Árbitro: POL Damian Sylwestrzak |

| 13 de outubro de 2023 | Portugal                                   | 3 – 2     | Eslováquia               | Estádio do Dragão, Porto                             |
| 20:45 (19:45 UTC+1)   | Gonçalo Ramos 18' · Ronaldo 29' (pen), 72' | Relatório | Hancko 69' · Lobotka 80' | Público: 46 601 Árbitro: GRE Anastasios Sidiropoulos |

| 16 de outubro de 2023 | Bósnia e Herzegovina | 0 – 5     | Portugal                                                                   | Estádio Bilino Polje, Zenica                  |
| 20:45                 |                      | Relatório | Ronaldo 5' (pen), 20' · Bruno Fernandes 25' · Cancelo 32' · João Félix 41' | Público: 13 047 Árbitro: TUR Halil Umut Meler |

| 16 de outubro de 2023 | Islândia                                                     | 4 – 0     | Liechtenstein | Laugardalsvöllur, Reiquiavique                 |
| 20:45 (18:45 UTC+0)   | Sigurðsson 22' (pen), 49' · Finnbogason 44' · Haraldsson 63' | Relatório |               | Público: 4 317 Árbitro: TUR Abdulkadir Bitigen |

| 16 de outubro de 2023 | Luxemburgo | 0 – 1     | Eslováquia | Estádio de Luxemburgo, Luxemburgo              |
| 20:45                 |            | Relatório | Ďuriš 77'  | Público: 9 386 Árbitro: ESP José María Sánchez |

| 16 de novembro de 2023 | Liechtenstein | 0 – 2     | Portugal                  | Rheinpark Stadion, Vaduz                      |
| 20:45                  |               | Relatório | Ronaldo 46' · Cancelo 57' | Público: 5 749 Árbitro: SWE Mohammed Al-Hakim |

| 16 de novembro de 2023 | Luxemburgo                                                  | 4 – 1     | Bósnia e Herzegovina | Estádio de Luxemburgo, Luxemburgo            |
| 20:45                  | Olesen 6' · Rodrigues 30' (pen), 90+5' · Mujakić 55' (g.c.) | Relatório | Gojković 90+3'       | Público: 8 520 Árbitro: LVA Andris Treimanis |

| 16 de novembro de 2023 | Eslováquia                                     | 4 – 2     | Islândia                       | Tehelné pole, Bratislava                  |
| 20:45                  | Kucka 30' · Duda 36' (pen) · Haraslín 47', 55' | Relatório | Óskarsson 17' · Guðjohnsen 74' | Público: 21 548 Árbitro: ENG Craig Pawson |

| 19 de novembro de 2023 | Bósnia e Herzegovina | 1 – 2     | Eslováquia              | Estádio Bilino Polje, Zenica                  |
| 20:45                  | Hrošovský 49' (g.c.) | Relatório | Boženík 52' · Šatka 71' | Público: 3 800 Árbitro: AUT Julian Weinberger |

| 19 de novembro de 2023 | Liechtenstein | 0 – 1     | Luxemburgo    | Rheinpark Stadion, Vaduz                       |
| 20:45                  |               | Relatório | Rodrigues 69' | Público: 2 241 Árbitro: FRA Stéphanie Frappart |

| 19 de novembro de 2023 | Portugal                                | 2 – 0     | Islândia | Estádio José Alvalade, Lisboa                      |
| 20:45 (19:45 UTC+0)    | Bruno Fernandes 37' · Ricardo Horta 66' | Relatório |          | Público: 45 655 Árbitro: GRE Anastasios Papapetrou |